# 1221
Il 1221 (MCCXXI in numeri romani) è un anno  del XIII secolo.

## Eventi
- 2 maggio: Consacrazione dell'Abbazia di Chiaravalle.
- 26-28 agosto: Si combatte la battaglia di Mansura, ultimo scontro della quinta crociata.
- 7 settembre: Si conclude la quinta crociata con la vittoria dei musulmani Ayyubidi.

## Nati
- 9 ottobre - Salimbene de Adam, religioso, storico e scrittore italiano († 1288)
- 2 novembre - Sayf al-Din Qutuz, sultano turco († 1260)
- 23 novembre - Alfonso X di Castiglia, sovrano e poeta spagnolo († 1284)
- Barisone III di Torres († 1236)
- Teodoro II Lascaris, imperatore bizantino († 1258)
- Margherita di Provenza, regina francese († 1295)
- Sinucello della Rocca, militare italiano
- Ugo XI di Lusignano, nobile francese († 1250)

## Morti
- 25 gennaio - Ermanno II di Ravensberg, nobile tedesco
- 1º febbraio - William d'Aubigny, III conte di Arundel, nobile inglese
- 10 febbraio - Niccolò d'Aiello, arcivescovo cattolico e politico italiano
- 18 febbraio - Teodorico I di Meißen, nobile tedesco (n. 1162)
- 10 marzo - Pietro Cattani, religioso italiano
- 1º aprile - Berengaria del Portogallo, regina (n. 1194)
- 5 aprile - Asukai Masatsune, poeta giapponese (n. 1170)
- 21 giugno - Enrico III di Limburgo, duca
- 6 agosto - Domenico di Guzmán, presbitero spagnolo (n. 1170)
- 22 agosto - Guido Papareschi, cardinale, vescovo cattolico e diplomatico italiano
- 18 settembre - Corrado di Eberbach, monaco cristiano tedesco
- 6 ottobre - Guglielmo II di Ponthieu, conte francese
- 21 ottobre - Alice di Thouars, nobile (n. 1200)
- Adamo di Perseigne, abate francese
- Albertet de Sisteron, trovatore francese (n. 1194)
- Anna, imperatrice bulgara
- Roger Bigod, II conte di Norfolk, conte normanno
- Rambertino Buvalelli, poeta, magistrato e politico italiano
- Enrico I di Rodez, trovatore francese
- Farid al-Din 'Attar, poeta, medico e mistico persiano
- Gebre Mesqel Lalibela, imperatore etiope (n. 1162)
- Teodoro I Lascaris, imperatore bizantino
- Najm al-Din Kubrà, religioso persiano (n. 1145)

## Calendario
| Calendario 1221 | Calendario 1221 | Calendario 1221 | Calendario 1221 | Calendario 1221 | Calendario 1221 | Calendario 1221 | Calendario 1221 | Calendario 1221 | Calendario 1221 | Calendario 1221 | Calendario 1221 | Calendario 1221 | Calendario 1221 | Calendario 1221 | Calendario 1221 | Calendario 1221 | Calendario 1221 | Calendario 1221 | Calendario 1221 | Calendario 1221 | Calendario 1221 | Calendario 1221 | Calendario 1221 | Calendario 1221 | Calendario 1221 | Calendario 1221 | Calendario 1221 | Calendario 1221 | Calendario 1221 | Calendario 1221 | Calendario 1221 | Calendario 1221 |
| --------------- | --------------- | --------------- | --------------- | --------------- | --------------- | --------------- | --------------- | --------------- | --------------- | --------------- | --------------- | --------------- | --------------- | --------------- | --------------- | --------------- | --------------- | --------------- | --------------- | --------------- | --------------- | --------------- | --------------- | --------------- | --------------- | --------------- | --------------- | --------------- | --------------- | --------------- | --------------- | --------------- |
|                 | 1               | 2               | 3               | 4               | 5               | 6               | 7               | 8               | 9               | 10              | 11              | 12              | 13              | 14              | 15              | 16              | 17              | 18              | 19              | 20              | 21              | 22              | 23              | 24              | 25              | 26              | 27              | 28              | 29              | 30              | 31              |                 |
| Gennaio         | Ve              | Sa              | Do              | Lu              | Ma              | Me              | Gi              | Ve              | Sa              | Do              | Lu              | Ma              | Me              | Gi              | Ve              | Sa              | Do              | Lu              | Ma              | Me              | Gi              | Ve              | Sa              | Do              | Lu              | Ma              | Me              | Gi              | Ve              | Sa              | Do              |                 |
| Febbraio        | Lu              | Ma              | Me              | Gi              | Ve              | Sa              | Do              | Lu              | Ma              | Me              | Gi              | Ve              | Sa              | Do              | Lu              | Ma              | Me              | Gi              | Ve              | Sa              | Do              | Lu              | Ma              | Me              | Gi              | Ve              | Sa              | Do              |                 |                 |                 |                 |
| Marzo           | Lu              | Ma              | Me              | Gi              | Ve              | Sa              | Do              | Lu              | Ma              | Me              | Gi              | Ve              | Sa              | Do              | Lu              | Ma              | Me              | Gi              | Ve              | Sa              | Do              | Lu              | Ma              | Me              | Gi              | Ve              | Sa              | Do              | Lu              | Ma              | Me              |                 |
| Aprile          | Gi              | Ve              | Sa              | Do              | Lu              | Ma              | Me              | Gi              | Ve              | Sa              | Do              | Lu              | Ma              | Me              | Gi              | Ve              | Sa              | Do              | Lu              | Ma              | Me              | Gi              | Ve              | Sa              | Do              | Lu              | Ma              | Me              | Gi              | Ve              |                 |                 |
| Maggio          | Sa              | Do              | Lu              | Ma              | Me              | Gi              | Ve              | Sa              | Do              | Lu              | Ma              | Me              | Gi              | Ve              | Sa              | Do              | Lu              | Ma              | Me              | Gi              | Ve              | Sa              | Do              | Lu              | Ma              | Me              | Gi              | Ve              | Sa              | Do              | Lu              |                 |
| Giugno          | Ma              | Me              | Gi              | Ve              | Sa              | Do              | Lu              | Ma              | Me              | Gi              | Ve              | Sa              | Do              | Lu              | Ma              | Me              | Gi              | Ve              | Sa              | Do              | Lu              | Ma              | Me              | Gi              | Ve              | Sa              | Do              | Lu              | Ma              | Me              |                 |                 |
| Luglio          | Gi              | Ve              | Sa              | Do              | Lu              | Ma              | Me              | Gi              | Ve              | Sa              | Do              | Lu              | Ma              | Me              | Gi              | Ve              | Sa              | Do              | Lu              | Ma              | Me              | Gi              | Ve              | Sa              | Do              | Lu              | Ma              | Me              | Gi              | Ve              | Sa              |                 |
| Agosto          | Do              | Lu              | Ma              | Me              | Gi              | Ve              | Sa              | Do              | Lu              | Ma              | Me              | Gi              | Ve              | Sa              | Do              | Lu              | Ma              | Me              | Gi              | Ve              | Sa              | Do              | Lu              | Ma              | Me              | Gi              | Ve              | Sa              | Do              | Lu              | Ma              |                 |
| Settembre       | Me              | Gi              | Ve              | Sa              | Do              | Lu              | Ma              | Me              | Gi              | Ve              | Sa              | Do              | Lu              | Ma              | Me              | Gi              | Ve              | Sa              | Do              | Lu              | Ma              | Me              | Gi              | Ve              | Sa              | Do              | Lu              | Ma              | Me              | Gi              |                 |                 |
| Ottobre         | Ve              | Sa              | Do              | Lu              | Ma              | Me              | Gi              | Ve              | Sa              | Do              | Lu              | Ma              | Me              | Gi              | Ve              | Sa              | Do              | Lu              | Ma              | Me              | Gi              | Ve              | Sa              | Do              | Lu              | Ma              | Me              | Gi              | Ve              | Sa              | Do              |                 |
| Novembre        | Lu              | Ma              | Me              | Gi              | Ve              | Sa              | Do              | Lu              | Ma              | Me              | Gi              | Ve              | Sa              | Do              | Lu              | Ma              | Me              | Gi              | Ve              | Sa              | Do              | Lu              | Ma              | Me              | Gi              | Ve              | Sa              | Do              | Lu              | Ma              |                 |                 |
| Dicembre        | Me              | Gi              | Ve              | Sa              | Do              | Lu              | Ma              | Me              | Gi              | Ve              | Sa              | Do              | Lu              | Ma              | Me              | Gi              | Ve              | Sa              | Do              | Lu              | Ma              | Me              | Gi              | Ve              | Sa              | Do              | Lu              | Ma              | Me              | Gi              | Ve              |                 |